# Limonia ocellata
Limonia ocellata är en tvåvingeart som först beskrevs av Von Roder 1886.  Limonia ocellata ingår i släktet Limonia och familjen småharkrankar.
Artens utbredningsområde är Colombia. Inga underarter finns listade i Catalogue of Life.